# Grenoble École de Management

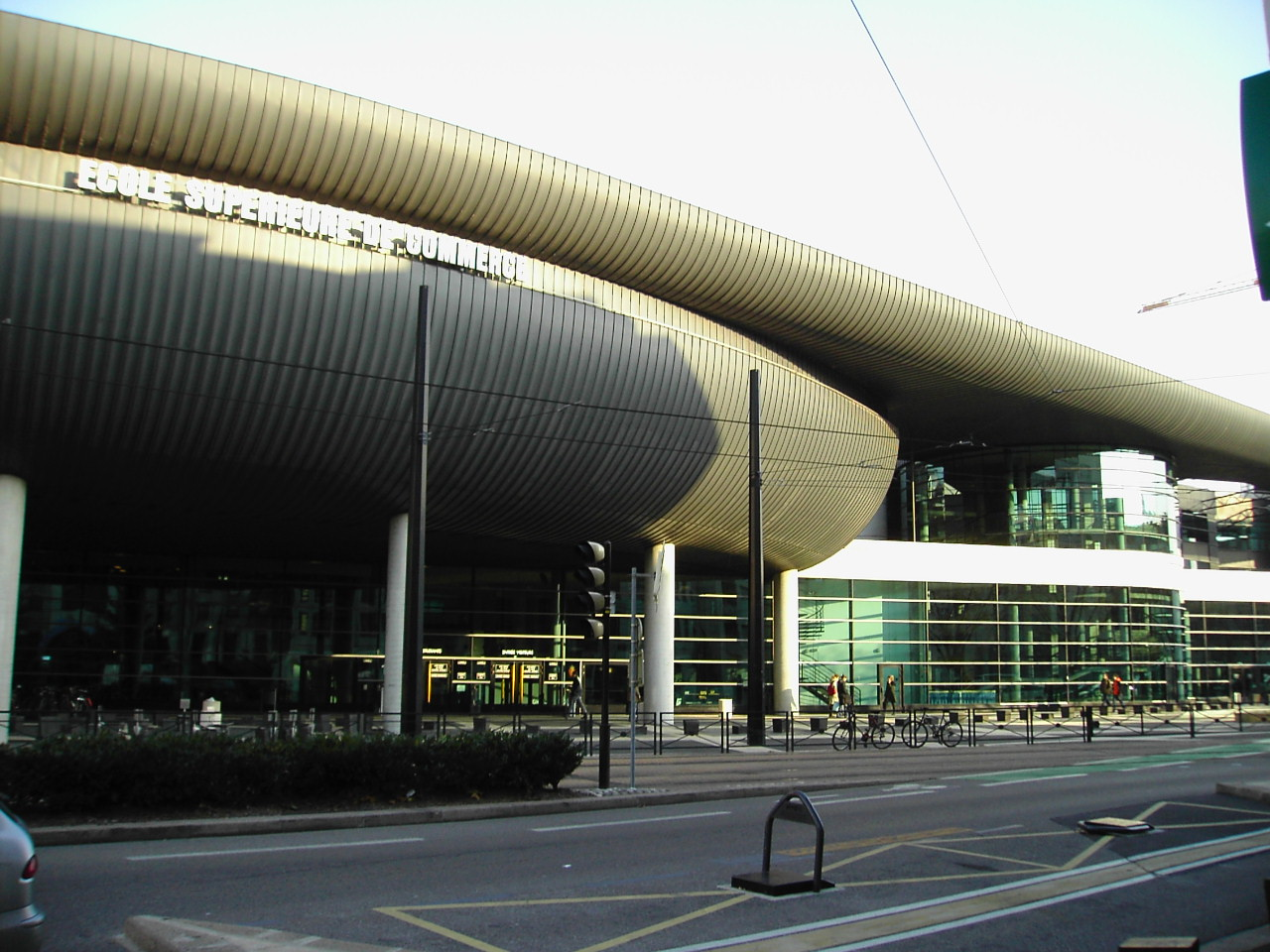
Budynek GEM

Grenoble École de Management (GEM) – europejska szkoła biznesowa posiadająca dwa kampusy: w Grenobleu i Paryż. Została założona w 1984 roku. 
We Francji posiada status grande école.
W 2015 roku GEM uplasowała się na 20. miejscu pośród wszystkich szkół biznesowych w Europie. Szkoła została doceniona również w dziedzinie studiów menadżerskich – program MBA zajął 94. miejsce w ogólnoświatowym rankingu programów typu Master of Business Administration (MBA).
Programy studiów realizowane przez GEM posiadają potrójną akredytację przyznaną przez AMBA, EQUIS oraz AACSB.

## International rankings
|                            | 2014 | 2015 | 2016 | 2017 | 2018 |
| -------------------------- | ---- | ---- | ---- | ---- | ---- |
| FT - Global MBA            | -    | -    | 94th | 92th | N.R. |
| FT - Masters in Management | 15th | 20th | 13th | 33rd | N.R. |
| FT - Master in Finance     | 12th | 12th | 12th | 21st | 16th |